# Rhopalomyia mangyshlakensis
Rhopalomyia mangyshlakensis är en tvåvingeart som beskrevs av Fedotova 1999. Rhopalomyia mangyshlakensis ingår i släktet Rhopalomyia och familjen gallmyggor. Inga underarter finns listade i Catalogue of Life.